# Bundesarbeitsgemeinschaft Ausstieg zum Einstieg
Die Bundesarbeitsgemeinschaft „Ausstieg zum Einstieg“ e.V. (BAG Ausstieg) ist der bundesweite Dachverband von Vereinen und zivilgesellschaftlichen Trägern, die Angebote der Ausstiegs- und Distanzierungshilfe aus extrem rechten Zusammenhängen vorhalten. Sie hat die Förderung zivilgesellschaftlicher Strukturen im Themenfeld zum Ziel und setzt sich parteiunabhängig für eine Professionalisierung der fachlichen Arbeit ein. Zudem bietet die Bundesarbeitsgemeinschaft Fortbildungen und Beratungen zum Umgang mit extrem rechten Einstellungen und Verhaltensweisen für Fachkräfte aus dem gesamten Bundesgebiet an.

## Geschichte und Förderung
2009 wurde aus Mitteln des Bundesministeriums für Arbeit und Soziales (BMAS) und des Europäischen Sozialfonds (ESF) das XENOS-Bundesprogramm „Integration und Vielfalt“ aufgelegt. Als Teil des nationalen Aktionsplans der Bundesregierung zur Bekämpfung von Rassismus, Fremdenfeindlichkeit, Antisemitismus und Intoleranz entstand dabei auch das XENOS-Sonderprogramm „Ausstieg zum Einstieg“ mit einer Laufzeit bis zum Jahr 2014. Das Sonderprogramm förderte erstmalig vorrangig Projektaktivitäten der ausstiegsorientierten Arbeit gegen Rechtsextremismus in beruflichen, betrieblichen und arbeitsmarktorientierten Kontexten.
Im Rahmen der so neu entstandenen Projektträgerlandschaft koordinierte die Friedrich-Ebert-Stiftung als vom Bund beauftragte Schnittstelle den bundesweiten und internationalen Austausch der Träger sowie den Transfer von Erfahrungen und Ergebnissen, die der Entwicklung von modellhaften Ansätzen für die arbeitsmarktorientierte Ausstiegsarbeit dienen sollten. Sie organisierte u. a. regelmäßige Vernetzungstreffen der Projekte, Konferenzen, Workshops und die Erstellung von Publikationen zur Förderung des Austauschs und der konzeptionellen Weiterentwicklung der Ausstiegsmöglichkeiten für rechtsaffine und rechtsextreme Menschen.
Ein Produkt dieser aktiven Zusammenarbeit war die Broschüre „TunnelLichtBlicke“, die einen tieferen Einblick in die Arbeit der beteiligten Projekte gewährt, den Facettenreichtum und die Professionalität in der Beratung von Ausstiegswilligen verdeutlicht, die Akteure der am Programm beteiligten Projekte vorstellt und Fallbeispiele aus ihrer gelungenen Praxis schildert.
Die Träger der am Programm beteiligten Projekte beschlossen zum Ende der Programmlaufzeit, den effektiven Vernetzungscharakter auszubauen und zu verstetigen. Als Ergebnis gründete sich so aus dem Sonderprogramm heraus die Bundesarbeitsgemeinschaft „Ausstieg zum Einstieg“. Sie firmierte zunächst weiter unter dem Dach der Friedrich-Ebert-Stiftung, ab 2015 dann mit der Unterstützung der „Arbeitsstelle Rechtsextremismus und Gewalt“ (ARUG) in Braunschweig als Projektaktivität im Rahmen des Bundesprogramms „Demokratie leben!“.
Seit 2017 ist die Bundesarbeitsgemeinschaft „Ausstieg zum Einstieg“ e. V. (BAG-Ausstieg) ein eigenständiger, eingetragener, gemeinnütziger Verein und der bundesweite Dachverband zivilgesellschaftlicher Träger der Ausstiegs- und Distanzierungsarbeit aus dem Rechtsextremismus. Zwischen 2017 und 2019 wurde die BAG Ausstieg in der „Förderung der Strukturentwicklung zum Bundeszentralen Träger“ durch das Bundesministerium für Familie, Senioren, Frauen und Jugend im Rahmen des Bundesprogramms „Demokratie leben!“ gefördert. Seit 2020 wird die BAG Ausstieg im Rahmen von Modellprojekten des Bundesprogramms Demokratie leben! gefördert.

## Qualitätsstandards in der Ausstiegsarbeit aus der extremen Rechten
Die BAG Ausstieg hat sich zum Ziel gesetzt, Qualitätsstandards für die Ausstiegs- und Distanzierungsarbeit aus der extremen Rechten zu entwickeln und stetig zu erweitern. Im Jahr 2019 zeitigte dieser Prozess ein erstes Ergebnis mit der Veröffentlichung einer 20-seitigen Publikation, die den Fachkonsens der Mitglieder der BAG Ausstieg widerspiegelt.
Insbesondere das Verständnis eines gelungenen Ausstiegs ist immer wieder Teil kontroverser Fachdiskussionen. Laut BAG Ausstieg ist ein gelungener Ausstieg aus der extrem rechten Szene:

„Ein gelungener Ausstieg ist das Ergebnis eines professionell begleiteten Prozesses. Ein solcher Prozess beinhaltet die kritische Auseinandersetzung mit der Vergangenheit und der menschenverachtenden Einstellung, eine gelungene Distanzierung, die Hinwendung zu einer Lebensweise, die mit den Grundwerten von Demokratie und Pluralität vereinbar ist, und den Verzicht auf Gewalt. Es ist ein flexibler, freiwilliger, zeitlich begrenzter, ergebnisoffener Prozess. Dieser kann auch z. B. in Form von Auflagen und Weisungen initiiert werden.“

Nach einführenden Kapiteln zum Dachverband sind die Qualitätsstandards gegliedert in folgende Rahmenbedingungen für gelingende Ausstiegsarbeit:
- Verständnis von Ausstieg
- Verständnis der Zielgruppe
- Anforderungen an die Ausstiegsarbeit
- Gemeinsame ethische Grundsätze
- Verständnis von Qualitätssicherung
- Transparenz und Aufklärung
- Datenschutz
- Unabhängigkeit
- Verstetigung
- Beratungsprozess
  - Vertrauen/Beziehung und Zugang zum Beratungsangebot
  - Beratungsvereinbarung und Dokumentation
  - Hilfeplanung zu Neuorientierung
  - Sicherheit
- Beratungsteams
  - Kompetenz und Professionalität des Teams
  - Infrastruktur
- Ausstiegsarbeit als Teil von Vernetzung, Kooperation und fachlichem Austausch[4]

## Mitgliederstruktur
Die Mitglieder der BAG bieten den Ausstiegswilligen, also Personen, die aus der extrem rechten Szene und dazugehörigen Einstellungen aussteigen bzw. sich von diesen distanzieren möchten, einen niedrigschwelligen Zugang zu ihren Angeboten. Sie unterliegen nicht dem Legalitätsprinzip und geraten nicht in Interessenskonflikt zwischen dem staatlichen Auftrag zur Informationsgewinnung und den Bedürfnissen der Aussteiger. Sie sind nichtstaatliche, gemeinnützige Organisationen im Bereich der Distanzierung und der Ausstiegshilfen aus dem Rechtsextremismus. Die Mitglieder der BAG sind lokal, regional und bundesweit mit relevanten Regelstrukturen, Beratungsangeboten und anderen Ausstiegsprojekten vernetzt. Hierdurch wird eine individuelle, fallbezogene, flexible und bedarfsgerechte Ausstiegshilfe möglich.
Derzeitige Mitglieder der Bundesarbeitsgemeinschaft „Ausstieg zum Einstieg“ sind:
- BackUp-Comeback e.V. mit der Beratungsstelle U-Turn aus Dortmund, Nordrhein-Westfalen
- CJD mit den Beratungsstellen Kurswechsel aus Hamburg und JUMP aus Mecklenburg-Vorpommern
- Distance Ausstieg Rechts aus Niedersachsen mit zwei Beratungsstellen in Nordostniedersachsen und Südniedersachsen
- Drudel 11 e.V. mit der Beratungsstelle Thüringer Beratungsdienst – Ausstieg aus Rechtsextremismus und Gewalt aus Thüringen
- Kieler Antigewalt- und Sozialtraining e.V. mit der Beratungsstelle Kick-Off aus Schleswig-Holstein
- Perspektive Ausstieg e.V. mit der Beratungsstelle Sichtwechsel aus Bremen
- RE/init e.V. mit der Beratungsstelle NinA NRW aus Nordrhein-Westfalen
- St. Elisabeth-Verein e.V. mit der Beratungsstelle Rote Linie aus Hessen
- Violence Prevention Network mit der Beratungsstelle Crossroads

## Publikationen
- Bundesarbeitsgemeinschaft „Ausstieg zum Einstieg“ e.V. (2019): Qualitätsstandards in der Ausstiegsarbeit.
- Bundesarbeitsgemeinschaft „Ausstieg zum Einstieg“ e.V. (2021): Ausstiegsperspektiven. Aspekte der Tertiärprävention im Kontext extreme Rechte.
- Bundesarbeitsgemeinschaft „Ausstieg zum Einstieg“ e.V. (2022): Wie umgehen mit extrem rechten Frauen* und Mädchen*?
- Bundesarbeitsgemeinschaft „Ausstieg zum Einstieg“ e.V. (2022): Menschenverachtende Einstellungen in der Psychotherapie.
- Podcast „Ausstiegsperspektiven“